# Prix Scerbanenco
Le prix Scerbanenco (Premio Scerbanenco) est un prix littéraire italien remis à un ouvrage de littérature policière. Nommé en hommage au romancier italien Giorgio Scerbanenco, il est décerné depuis l'année 1993. 
Ce prix récompense un récit inédit du genre policier publié par un auteur italien dans l’année de la remise du prix. Il est actuellement remis lors du festival du film noir de Courmayeur, en parallèle au prix Raymond Chandler.

## Palmarès du prix Scerbanenco

### Années 1990
- 1993 : Renato Olivieri pour Madame Strauss (Mondadori)
- 1994 : Tiziano Sclavi pour Mostri (Camunia Editore)
- 1995 : Andrea G. Pinketts pour Le Sens de la formule (Il senso della frase) (Feltrinelli)
- 1996 : Carlo Lucarelli pour  Via delle Oche (Via Delle Oche) (Sellerio)
- 1997 : Alan D. Altieri (it) pour Kondor (Corbaccio)
- 1998 : Marcello Fois pour Sang du ciel (Sempre Caro) (Il Maestrale)
- 1999 : Pino Cacucci pour Demasiado corazón (Demasiado corazón) (Feltrinelli)

### Années 2000
- 2000 : Franco Mimmi pour Notre agent en Judée (Il nostro agente in Giudea)
- 2001 : Claudia Salvatori pour Sublime anima di donna
- 2002 : Massimo Carlotto pour Le Maître des nœuds (Il maestro di nodi)
- 2003 : Giancarlo De Cataldo pour Romanzo Criminale (Romanzo Criminale)
- 2004 ex æquo : Piero Colaprico pour La Dent du narval (Trilogia della città di M) et Barbara Garlaschelli pour Deux sœurs (Sorelle)
- 2005 : Leonardo Gori pour L'angelo del fango
- 2006 : Giancarlo Narciso (it) pour Incontro a Daunanda
- 2007 : Francesco Guccini et Loriano Macchiavelli pour Tango e gli altri
- 2008 : Paola Barbato pour À mains nues (Mani nude) (Rizzoli)
- 2009 : Marco Vichi pour Mort à Florence (Morte a Firenze) (Guanda)

### Années 2010
- 2010 : Elisabetta Bucciarelli (it) pour Ti voglio credere (Kowalski)
- 2011 : Gianni Biondillo pour Le Matériel du tueur (I materiali del killer) (Guanda)
- 2012 : Maurizio De Giovanni pour La Méthode du crocodile (Il metodo del coccodrillo) (Mondadori)
- 2013 : Donato Carrisi pour L’Écorchée (L'ipotesi del male) (Longanesi)
- 2014 : Gianrico Carofiglio pour Una mutevole verità (Einaudi)
- 2015 : Giampaolo Simi pour Cosa resta di noi[1] (Sellerio Editore Palermo)
- 2016 : Fabio Stassi (it) pour La lettrice scomparsa (Sellerio Editore Palermo)
- 2017 : Luca D'Andrea pour Au cœur de la folie (Lissy) (Einaudi)
- 2018 : Patrick Fogli (it) pour A chi appartiene la notte (Baldini + Castoldi)
- 2019 : Piergiorgio Pulixi pour L'Île des âmes (L'isola delle anime)[2] (Rizzoli)

### Années 2020
- 2020 : Tullio Avoledo (it) pour Nero come la notte[3]
- 2021 : Antonella Lattanzi pour Questo giorno che incombe[4]
- 2022 : Enrico Pandiani pour Fuoco[5]
- 2023 : Bruno Morchio pour La fine è ignota[6]
- 2024 : Orso Tosco pour L'ultimo pinguino delle Langhe[7]

## Mentions spéciales
- 1999 : Nessuna cortesia all'uscita de Massimo Carlotto
- 2001 : Tout ou rien (Tutto o nulla) de Giampaolo Simi
- 2001 : Sandrone se soigne (La cura del Gorilla) de Sandrone Dazieri